# Odbojkaški klub Partizan
L'Odbojkaški Klub Partizan è una società pallavolistica maschile serba con sede a Belgrado: milita nel campionato di Superliga.

## Storia
L'Odbojkaški Klub Partizan venne fondato nel 1946 come sezione pallavolistica della polisportiva Sportsko Društvo Partizan. Nel primo anno di vita seppe vincere lo scudetto, ripetendo la vittoria anche nell'anno successivo.
La formazione fu competitiva per decenni, accusando una flessione negli anni ottanta, quando vinse solamente la sua quarta Coppa di Jugoslavia. Dopo le vittorie nei primi anni novanta, con la dissoluzione della Jugoslavia, la squadra smise di essere ai vertici della pallavolo nazionale, che vide invece dominare il Vojvodina Novi Sad.
Nel 2011 conquista il suo primo titolo serbo, mentre dal 2021, ritornato competitivo, conquista due Coppe di Serbia, una supercoppa Serba e lo scudetto nella stagione 2022-23.
In campo europeo vanta la partecipazione ai maggiori trofei. I migliori risultati vennero conseguiti in Coppa CEV, quando essa era il secondo trofeo continentale: per due volte venne sconfitta in finale, nel 1985 e nel 1990.

## Palmarès
- Campionato jugoslavo: 10

1946, 1947, 1949, 1950, 1953, 1967, 1973, 1978, 1990, 1991
- Campionato serbo: 1

2010-11, 2022-23
- Coppa di Jugoslavia: 7

1950, 1960-61, 1963-64, 1971, 1974, 1989, 1990
- Coppa di Serbia: 2

2021-22, 2022-23
- Supercoppa serba: 1

2022

## Rosa 2013-2014
| N° | Nome              | Ruolo | Data di nascita  | Nazionalità sportiva |
| -- | ----------------- | ----- | ---------------- | -------------------- |
| -  | Milan Đuričić     | All   | -                | Serbia               |
| 1  | Boris Buša        | S     | 1997             | Serbia               |
| 4  | Nikola Žugić      | P     | 1997             | Serbia               |
| 5  | Dušan Lopar       | C     | 1991             | Serbia               |
| 6  | Ivan Kostić       | P     | 1988             | Serbia               |
| 7  | Petar Palibrk     | C     | 1983             | Serbia               |
| 8  | Ivan Steljić      | S     | 31 gennaio 1981  | Serbia               |
| 9  | Milija Mrdak      | S/O   | 26 ottobre 1991  | Serbia               |
| 10 | Neven Majstorović | S     | 1989             | Serbia               |
| 11 | Bojan Rajković    | L     | 15 febbraio 1991 | Serbia               |
| 12 | Nemanja Jokanović | P     | 31 dicembre 1993 | Serbia               |
| 13 | Marko Nikolić     | S     | 22 giugno 1990   | Serbia               |
| 14 | Luka Veličković   | S     | 1995             | Serbia               |
| 15 | Petar Nikolić     | C     | 1992             | Serbia               |
| 16 | Nemanja Jevtić    | L     | 27 luglio 1992   | Serbia               |
| 17 | Marko Popović     | S     | 13 gennaio 1994  | Serbia               |